# Stangenei

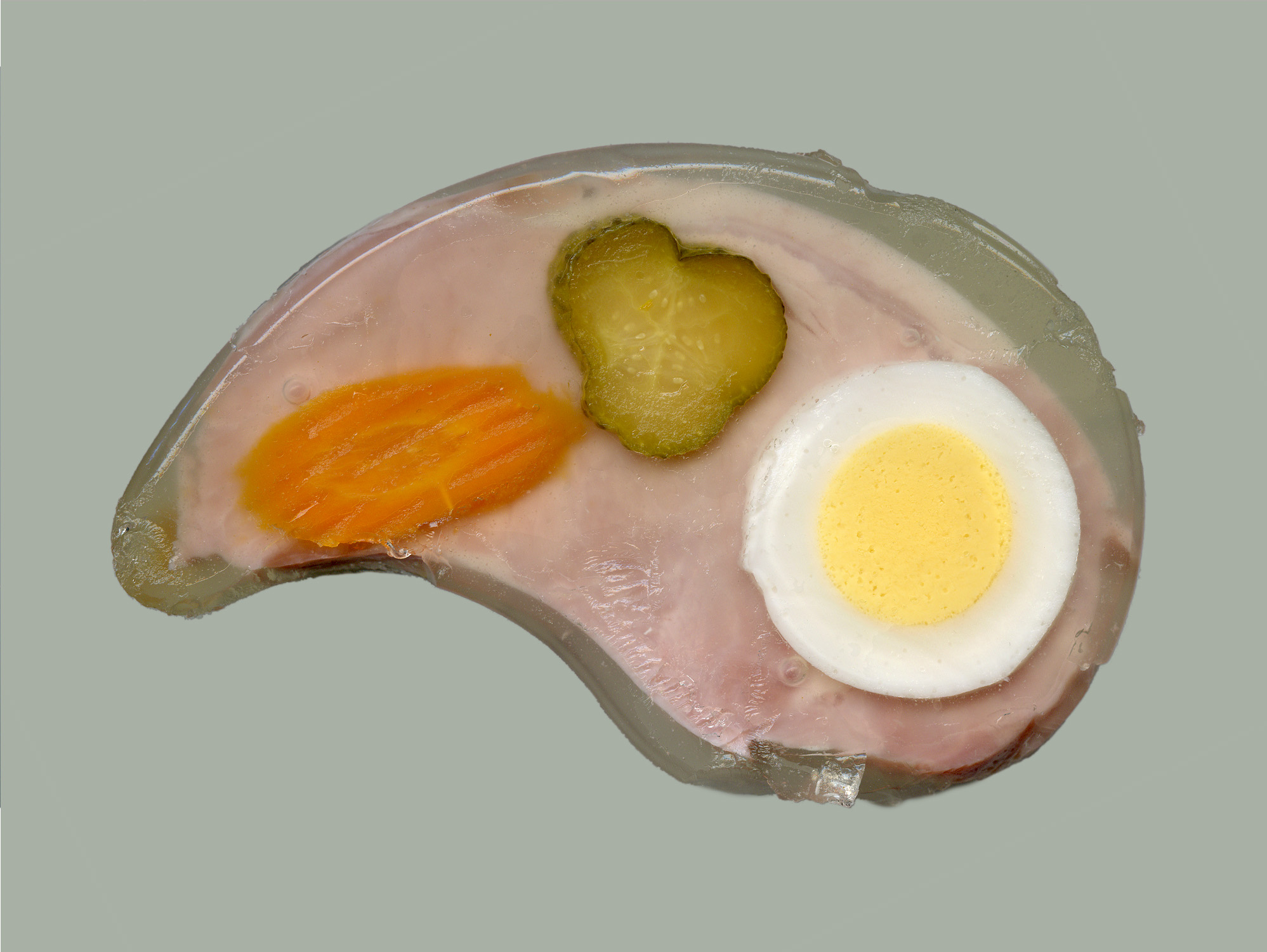
Sülzkotelett mit einer Scheibe Stangenei

Stangeneier, im Handel auch als Langei oder Eirolle, seltener als Eierstange bezeichnet, sind Eier, die zu mehreren in einem Rohr so gegart sind, dass das Eigelb durchgehend im Inneren liegt und gleichmäßig von Eiweiß umgeben ist. Sie werden vor allem in der Lebensmittelindustrie und der Großgastronomie anstelle von hartgekochten Eiern verwendet.

## Herstellung
Zur Herstellung werden Eier in großer Zahl aufgeschlagen und getrennt, die verschlagenen Dotter in einem gefetteten langen Rohr von etwa drei Zentimeter Durchmesser vorgegart, entnommen, in einem breiteren, runden oder ovalen Rohr mit dem Eiweiß umgossen und alles zu Ende gegart. Bei der Alternativmethode wird zuerst das Eiklar in einer Zylinderhohlform mit einem Zentralzylinder vorgegart und dann nach der Entfernung des Zentralzylinders mit dem Eigelb zu Ende gegart. Als Zusatzstoffe können sie z. B. noch modifizierte Stärke und Säuerungsmittel enthalten. Die bis zu 1 Meter langen Stangen werden tiefgefroren im Fachgroßhandel angeboten.
Eistangen können 235–300 g wiegen und haben einen Durchmesser von 40–45 mm und können auch geschnitten verpackt sein.

## Vorteile und Verwendung
Der Vorteil von Stangeneiern gegenüber einfachen, hartgekochten Eiern bei der Verarbeitung ist neben der Arbeitsersparnis die gleichmäßige Form und Größe der aus ihnen geschnittenen Scheiben – sie entsprechen alle der mittleren Scheibe eines gekochten Eis, kleinere Enden ohne Dotter gibt es nicht. Tiefgefroren halten sie bis zu einem Jahr.
Verwendet wird Stangenei zur Dekoration von Speisen, für mit Ei belegte Brötchen und manche Wurstsorten und Braten, die mit Ei gefüllt sind.
Diskutiert wird, welcher Energieaufwand höher ist, der für den Transport von Eiern zu zentralen Verarbeitungsstätten oder der beim ineffizienten Kochen beim Endverbraucher. Köche berichten über die Schwierigkeit, eine mittelgroße Menge von Eiern zuverlässig wohldosiert zu garen.